# Agapanthia frivaldszkyi
Agapanthia frivaldszkyi là một loài bọ cánh cứng trong họ Cerambycidae.